# Aeropuerto de Juanchaco
El Aeropuerto de Juanchaco (ICAO: SKJC ) es un aeropuerto de uso militar que sirve al pueblo de Juanchaco en la costa del Pacífica de Buenaventura, Valle del Cauca, Colombia.
El aeropuerto está situado al final de una península en la parte alta de Bahía Málaga. Los despegues y aterrizajes son sobre el agua. La dimensión de la pista es de 1220x20 metros, y de la fraja de 3939x66 metros.